# راسوزبادها
راسوزبادها (نام علمی: Galidictis) نام یک سرده از تیره گربه‌زبادان ماداگاسکار است.